# Youki ni Naritai Shigure-san
Youki ni Naritai Shigure-san (陽キになりたい時雨さん?) es una serie de manga escrita e ilustrada por Kanata Oohama, que empezó a publicarse en la revista Young Jump en junio de 2021, actualmente cuenta con un total de 2 volúmenes publicados.

## Argumento
Yoshida es un chico de secundaria el cual es un introvertido en su totalidad; no habla con sus compañeros, no tiene amigos, y se pone muy nervioso y avergonzado al momento de hablar con otras personas. Sin embargo, un día, la chica que se sienta a su lado, Shigure-san, quien también es una introvertida total, le propone un desafío: realizar "batallas" entre los dos todos los días, distintas pruebas de valor para que ambos puedan cambiar su forma de ser y convertirse en extrovertidos.
Esta es una comedia romántica sobre una "batalla de introvertidos", que da sus primeros pasos a una soleada primavera.

## Personajes
- Yoshida (吉田?)

El protagonista, un chico totalmente tímido e introvertido. Le cuesta hablar con otras personas, pero no tanto como a Shigure-san. Siempre termina quedando en vergüenza cada vez que se propone hacer algo. Sus compañeros de clase a veces lo consideran espeluznante, aunque él no lo sea realmente. Le gusta mucho leer como pasatiempo.
- Shigure-san (時雨さん?)

La heroína de la historia. Muy competitiva y a veces sombría, pero también es amable. Cada vez que intenta hablar con alguien, se pone tan nerviosa que tiembla, suda, hiperventila y no le salen las palabras. Es de rendirse rápido ante un desafío muy difícil, e incluso es capaz de jugar sucio en sus batallas contra Yoshida.
Suele ser bastante grosera con Yoshida, considerándolo como alguien inferior a ella, pero poco a poco e inadvertidamente para ellos, ambos se van haciendo cada vez más cercanos el uno con el otro.

## Contenido del Manga

### Manga
El manga está escrito e ilustrado por Kanata Oohama. Se publica en la revista Young Jump desde junio de 2021, cuenta actualmente con 2 volúmenes tankōbon recopilados.

### Lista de Volúmenes
| N.º | Fecha de lanzamiento  | ISBN original          |
| --- | --------------------- | ---------------------- |
| 1   | 19 de octubre de 2021 | ISBN 978-4-08-892108-2 |
| 2   | 18 de febrero de 2022 | ISBN 978-4-08-892217-1 |
| 3   | 17 de junio de 2022   | ISBN 978-4-08-892333-8 |